# Málaga Club de Fútbol 2016-2017
Questa voce raccoglie le informazioni riguardanti il Málaga nelle competizioni ufficiali della stagione 2016-2017.

## Stagione
Il Málaga ha chiuso il campionato all'undicesimo posto con 46 punti, frutto di 12 vittorie, 10 pareggi e 16 sconfitte. 
In Coppa del Re la squadra è stata eliminata subito dal torneo, ai sedicesimi di finale, dal Córdoba, vittorioso in casa per 2-0 all'andata e per 3-4 in trasferta al ritorno.

## Rosa
| N. |                         | Ruolo | Calciatore              |
| -- | ----------------------- | ----- | ----------------------- |
| 1  | Camerun (bandiera)      | P     | Carlos Kameni           |
| 2  | Burkina Faso (bandiera) | D     | Bakary Koné             |
| 3  | Brasile (bandiera)      | D     | Weligton                |
| 4  | Venezuela (bandiera)    | D     | Mikel Villanueva        |
| 5  | Spagna (bandiera)       | D     | Diego Llorente          |
| 6  | Spagna (bandiera)       | C     | Ignacio Camacho         |
| 7  | Spagna (bandiera)       | C     | Juan Carlos             |
| 8  | Uruguay (bandiera)      | A     | Michael Santos          |
| 9  | Brasile (bandiera)      | A     | Charles                 |
| 10 | Venezuela (bandiera)    | C     | Juan Pablo Añor         |
| 11 | Uruguay (bandiera)      | C     | Gonzalo Castro Irizábal |
| 13 | Ucraina (bandiera)      | P     | Denys Boyko             |
| 14 | Spagna (bandiera)       | C     | Recio                   |
| 15 | Uruguay (bandiera)      | D     | Federico Ricca          |

| N. |                       | Ruolo | Calciatore          |
| -- | --------------------- | ----- | ------------------- |
| 16 | Venezuela (bandiera)  | C     | Adalberto Peñaranda |
| 17 | Portogallo (bandiera) | C     | Duda                |
| 18 | Venezuela (bandiera)  | D     | Roberto Rosales     |
| 19 | Spagna (bandiera)     | A     | Sandro              |
| 20 | Spagna (bandiera)     | C     | Keko                |
| 21 | Spagna (bandiera)     | C     | Jony                |
| 22 | Serbia (bandiera)     | C     | Zdravko Kuzmanović  |
| 23 | Spagna (bandiera)     | D     | Miguel Torres       |
| 26 | Marocco (bandiera)    | A     | Youssef En-Nesyri   |
| 27 | Spagna (bandiera)     | P     | Aarón Escandell     |
| 29 | Spagna (bandiera)     | D     | Luis Muñoz          |
| 31 | Spagna (bandiera)     | C     | Pablo Fornals       |
| 39 | Spagna (bandiera)     | C     | Javi Ontiveros      |